# 松永市郎
松永 市郎（まつなが いちろう、1919年（大正8年）2月18日 - 2005年（平成17年）3月31日）は、日本の軍人。元海軍大尉。作家。
父は海軍中将松永貞市、子にiモード開発者の松永真理がいる。

## 経歴
- 大正8年(1919年)2月　佐賀県三養基郡三川村に生まれる
- 昭和11年(1936年)3月　佐賀県立三養基中学校卒業
- 昭和12年(1937年)4月　江田島 海軍兵学校入校
- 昭和15年(1940年)8月　江田島 海軍兵学校卒業(68期)。同期に豊田穣。

- 軍艦香取・陸奥・榛名・古鷹・那珂・名取・葛城に乗艦。
- 内海航空隊岩国基地通信長にて終戦。

- 1947年(昭和22年)11月　公職追放仮指定[1]。

## 著書
- 『先任将校 - 軍艦名取短艇隊帰投せり』光人社 1984年 新版2002年 ISBN 4769811020
  - 『先任将校』光人社NF文庫、2009年、新版2023年12月
- 『続 先任将校 - 軍艦名取短艇隊生還の周辺』 光人社 1988年 ISBN 4769803796
- 『思い出のネイビーブルー - 私の海軍生活記』海文堂出版 1977年／光人社NF文庫 1994年 ISBN 4769820372
- 『三号輸送艦帰投せず -「先任将校」後日物語』 光人社 1986年 ISBN 4769803257
  - 『三号輸送艦帰投せず - 苛酷な任務についた知られざる優秀艦』光人社NF文庫、2019年11月
- 『次席将校 - 「先任将校」アメリカを行く』 光人社 1991年 ISBN 476980556X
- 『米潜水艦ハードヘッドvs軍艦名取短艇隊』 光人社 1995年 ISBN 4769807228 （共著）